# Flensborg Avis
Flensborg Avis es un periódico en lengua danesa con sede en la ciudad alemana de Flensburg. Colabora con el Flensburger Tageblatt y con Der Nordschleswiger. Fue fundado en 1869 en la entonces Provincia de Schleswig-Holstein; en la actualidad, oficia como vocero de la minoría danesa del Schleswig Meridional.
Del otro lado de la frontera se publica su "periódico gemelo", Der Nordschleswiger, vocero de la minoría alemana en Dinamarca. Ambos periódicos integran la Asociación Europea de Diarios en Lenguas Minoritarias o Regionales (MIDAS).